# 加伍德 (愛達荷州)
加伍德（英語：Garwood）是位於美國愛達荷州庫特內縣的一個非建制地區。該地的面積和人口皆未知。

## 地理
加伍德的座標為47°49′55″N 116°46′39″W / 47.83194°N 116.77750°W，而該地的平均海拔高度為707米（即2320英尺）。